# Сьогют
Сьогют (на турски: Söğüt, произнася се Сьо(г)ют – със слабо „г“) е град в Турция, вилает Биледжик, в региона на Мраморно море. Административен център е на околия (илчѐ) Сьогют.
Сьогют е мястото, от което османците в Западна Мала Азия започват своите завоевания в началото на 14 век. Той е първата столица на Османския бейлик (емирство).

## География
Намира се на 31 км от областния център Биледжик и на 52 км от Ескишехир, с който е обвързан икономически.
Населението на града, според оценка на Държавния институт по статистика на Турция, е от 14 124 жители, а на цялата околия – 20 280 души, към 31.12.2012 г.
Градът е 4-тият по население град и околийски център в областта след Бозююк (Bozüyük, 59 048), областния център Биледжик (Bilecik, 49 671) и Османели (Osmaneli, 14 285).

## История
Тогавашното селище Сьогют е заобиколено от 3 по-големи турски племена: ескендерум на север, ескишехир на изток и коняли на юг, като на запад кайъ граничи с Византия.
Според легендарни сведения Ертогрул – беят на племето, смело го повежда срещу „враговете“ в самия край на 13 век, а синът му Осман I завладява съседните земи по време на управлението си (1299 – 1324). Неговият син Орхан преименува племето в чест на баща си на османци.
Селото Сьогют прераства в град, който служи като първа база на османците до завладяването на византийската Бруса (днес Бурса) през 1325 г., когато османският главен град е преместен в завладените луксозни палати на дворците на византийците.
Днес в града е изграден етнографски музей.